# Liebe im Finanzamt
Liebe im Finanzamt ist ein deutscher Spielfilm von 1952 unter der Regie von Kurt Hoffmann nach dem Bühnenstück «Weekend im Paradies» von Arnold und Bach. Der Film lief auch unter dem Titel Wochenend im Paradies und trug die Arbeitstitel Das Finanzamt sowie Weekend im Paradies.
„Der verwitwete Finanzbeamte Dittchen (Paul Dahlke) lebt allein mit seinen zwei Kindern Olivia (Christiane Jansen) und Vicky (Margaret Cargill). Er sucht eine neue Ehefrau, will aber auch die ältere Tochter Olivia unter die Haube bringen. Sie ist mit dem Stadttheaterdramaturgen Bach (Walter Giller) verlobt und schreibt eigene Theaterstücke. Bach möchte eines ihrer Stücke herausbringen, doch er hat nicht das nötige Kleingeld. Dittchen plant seinerseits eine Heirat mit der Zahnärztin Wilma Linde (Carola Höhn). Die ahnt von ihrem Glück allerdings noch nichts.“

## Handlung
Nach dem Tod der Mutter lebt Regierungsrat Dittchen mit seinen zwei Töchtern Olivia und Vicky allein. Olivia hat großteils die Aufgaben der Mutter übernommen und kümmert sich auch um ihre jüngere Schwester Vicky. Sie hat ein Faible für die Bühne und schreibt nebenher Theaterstücke. Verlobt ist sie mit Ewald Bach, dem zweiten Dramaturgen des Stadttheaters. Der würde Olivias Theaterstücke gern herausbringen, was bisher jedoch am nötigen Kapital gescheitert ist. Um das Projekt eventuell doch finanzieren zu können, umwirbt man den reichen Limonadenschulze. Auch der Rest der Familie ist verliebt: Die 14-jährige Vicky mag den ruhigen Hubs, Vorsitzender des "Vereins der Luftgekühlten", während sich Dittchen in die emanzipierte Dr. Wilma Linde, Inhaberin einer Zahnarztpraxis, verguckt hat. Dittchen weiß, dass Oliva über kurz oder lang aus dem Haus geht, und möchte gern wieder heiraten. Wilma jedoch weiß nichts von seinen Gefühlen für sie.
Eines Tages wird der Beamte Dittchen bei der Beförderung mal wieder übergangen. Frustriert betrinkt er sich und kommt von der Feier des ihm gegenüber bevorzugten jüngeren Kollegen Giersdorf angetrunken nach Hause. Eine Blondine trägt ihm eine vergessene Aktentasche nach, und Tochter Vicky glaubt, dass sie die richtige Frau für ihren Vater sei. Ohne dass Vicky etwas bemerkt hätte, hat Dittchen jedoch endlich näheren Kontakt zu Wilma Linde herstellen können.
Heimlich sorgt Vicky dafür, dass Dittchen und die blonde Frau auf dem Sommerfest der Luftgekühlten zusammentreffen, und zieht aus der freundlichen Begrüßung ihres Vaters und der Blondine vorschnelle Schlüsse. Kurzerhand verkündet sie am Ende des Festes die Verlobung ihres Vaters mit der Frau. Nur mit Mühe gelingt es Regierungsrat Dittchen, Wilma Linde davon zu überzeugen, dass seine Gefühle ihr gehören. Es kommt zum, für Vicky nicht vorhersehbaren, glücklichen Ende.

## Produktion, Veröffentlichung
Derselbe Stoff wurde bereits 1931 von Regisseur Robert Land unter dem Titel Weekend im Paradies verfilmt. Produktionsfirma der Neuverfilmung war die Standard-Film GmbH (Hamburg), Fama-Film GmbH F.A. Mainz (Hamburg), Produktionsleitung Helmut Ungerland, Aufnahmeleitung Conny Carstennsen. Der Film wurde vom 26. Mai bis zum 7. Juli 1952 im Atelier Hamburg-Wandsbek produziert, die Außenaufnahmen entstanden in Malente, Plön, Eutin und am Dieksee. Die Uraufführung des Films erfolgte am 4. September 1952 in Essen in der Lichtburg. Veröffentlicht wurde der Film zudem im Juni 1954 in Finnland sowie in Rumänien. Der internationale Titel lautet: Love in the Tax Office.

## Kritik
Das Lexikon des internationalen Films zeigte sich angetan von dem Film und schrieb: „Ein verwitweter Finanzbeamter auf der Suche nach einer neuen Ehefrau. Eine übermütige Alltagskomödie mit zeitkritischen, persiflierenden Seitenhieben auf Bürokratie, Kleinstadtspießertum und die Amerikanisierung der Jugend nach dem Zweiten Weltkrieg.“